# Нисия
 Тази статия е за селото в дем Воден.  За селото в дем Александрия вижте Ниси (дем Александрия).  За селото в дем Гревена вижте Ниси (дем Гревена).
Нисия или Ниси (на гръцки: Νησί, Ниси) е село в Република Гърция, в дем Воден, област Централна Македония.

## География
Селото се намира на около 8 km северозападно от демовия център Воден (Едеса), на 520 m надморска височина в склоновете на планината Нидже (Ворас).

## История

### В Османската империя
В 1741 година южно от селото е построена възрожденската църква „Рождество Богородично“, която в 1969 година е обявена за паметник на културата.
В XIX век Нисия е чисто българско село във Воденска каза на Османската империя. В 1848 година руският славист Виктор Григорович описва в „Очерк путешествия по Европейской Турции“ Ниссіе като българско село. В „Етнография на вилаетите Адрианопол, Монастир и Салоника“, издадена в Константинопол в 1878 година и отразяваща статистиката на населението от 1873 година, Нисия (Nissia) е посочено като село във Воденска каза с 45 къщи и 243 жители българи.
Според статистиката на Васил Кънчов („Македония. Етнография и статистика“) в 1900 година в Нисия живеят 340 жители българи християни. Според Христо Силянов след Илинденското въстание в 1904 година цялото село минава под върховенството на Българската екзархия, По данни на секретаря на екзархията Димитър Мишев („La Macédoine et sa Population Chrétienne“) в 1905 година в Нисия (Nissia) има 368 българи екзархисти.

### В Гърция
През Балканската война в селото влизат гръцки войски, а след Междусъюзническата война в 1913 година Нисия попада в Гърция.
Боривое Милоевич пише в 1921 година („Южна Македония“), че Нисия (Нисија) има 60 къщи славяни християни.
През Втората световна война в Нисия е установена българска общинска власт. Край селото воденската чета на българската паравоенна организация Охрана разбива андартска чета, като пленява и разстрелва водача ѝ полковник Куцокьорис.
Селото пострадва силно от Гражданската война в Гърция и много от жителите му бягат в Югославия.
Селяните произвеждат предимно жито, арпаджик, ябълки и череши. В 1956 година най-плодородните им земи са потопени под новосъздаденото Владовско езеро.
| Име         | Име         | Ново име       | Ново име        | Описание                |
| ----------- | ----------- | -------------- | --------------- | ----------------------- |
| Градища     | Γκράντιστα  | Палюри         | Παλιοϋρι        | връх на СЗ от Нисия     |
| Аса Баглар  | Άσά Μπαγλάρ | Амбелия        | Αμπέλια         | местност на СЗ от Нисия |
| Попова нива | Πόποβα Νίβα | Хорафи ту Папа | Χωράφι του Παπά | връх на СЗ от Нисия     |

| Година    | 1913 | 1920 | 1928 | 1940 | 1951 | 1961 | 1971 | 1981 | 1991 | 2001 | 2011 | 2021 |
| --------- | ---- | ---- | ---- | ---- | ---- | ---- | ---- | ---- | ---- | ---- | ---- | ---- |
| Население | 353  | 347  | 497  |      | 607  | 533  | 656  | 510  | 508  | 587  | 415  | 382  |

## Личности
- Хаджи Христо Българин (1773/4 - ?), български революционер, участник в гръцката война за независимост
- Христо Гогов (Χρήστος Γώγος), гръцки андартски деец от трети клас (1905 – 1909)[13]
- Сотир Христов Гарелов (1881 - след 1944), български учител, свещеник и революционер от ВМОРО